# 藤井茂
藤井 茂（ふじい しげる、1908年6月13日 - 2000年6月30日）は、日本の経済学者。神戸大学名誉教授。専門は国際経済学、特に国際貿易論。

## 経歴
出生から修学期
1908年、兵庫県加東郡滝野町（現・加東市）で生まれた。小野中学校（現・兵庫県立小野高等学校）を経て、神戸商業大学（現・神戸大学）に進んだ。在学中は瀧谷善一に師事し、1932年に卒業。
経済学研究者として
1940年、神戸商業大学助教授に就いた。1946年に神戸経済大学教授に昇格。1949年、学位論文『国際貿易論』を神戸経済大学（現・神戸大学）に提出して経済学博士号を取得。1953年に神戸大学経済学部教授となった。1960年から1962年まで経済学部長を務めた。1972年に神戸大学を定年退官し、名誉教授となった。その後は南山大学教授を務めた。

## 受賞・栄典
- 2000年：叙正四位[4]。

## 著書
単著
- 『外国貿易の理論』巌松堂書店 1942
- 『大東亜計画貿易論』日本評論社 1943
- 『国際貿易論』(世界経済学講座) 国元書房 1948
- 『国際経済学入門』千倉書房 1955
- 『経済発展と貿易政策』国元書房 1958
- 『貿易政策』千倉書房 1967
- 『輸出中小企業』千倉書房 1980

共編
- 『マッチ工業構造論』編、日本評論新社 1962
- 『現代の石油化学』中山国男共著、横川書房 1971
- 『経済の国際化と中小企業』藤田敬三共著、有斐閣(中小企業叢書) 1976

訳書
- 『国際経済学』R.F.ハロッド著、実業之日本社、1943年）
- 『発展途上国の貿易と貿易政策』S・B・リンダー（英語版）著、片野彦二監訳、村上敦・池本清共訳、日本評論社 1968